# Jaktorów
Jaktorów [ˈkjεlʦε] es un pueblo situado en el Distrito Grodzisk Mazowiecki, en el Voivodato de Mazovia, en el centroeste de Polonia. En él está emplazado el gmina (distrito administrativo) llamado Gmina Jaktorów. Está situado aproximadamente a 8 km al oeste de Grodzisk Mazowiecki y 37 km al suroeste de Varsovia.
El pueblo tiene una población de 910 habitantes.
El último uro del que se tiene noticia (Bos primigenius primigenius), una hembra, murió en 1627 en el bosque de Jaktorów. También llamado tur en polaco, fue el ancestro de las razas de bóvidos domesticadas, habitando Europa y Asia. El cráneo fue posteriormente robado por el Ejército de Suecia durante la Invasión Sueca de Polonia (1655–1660) y se encuentra actualmente en Livrustkammaren en Estocolmo.